# I'm a Rebel
Albums de Accept
Accept (Lady Lou)
(1979) Breaker (album)
(1981)
I'm a Rebel est le deuxième album du groupe allemand Accept. Cet album fut enregistré en 1979 et fut commercialisé en 1980. Ce fut le premier de trois albums consécutifs à avoir recours aux services de Dirk Steffens en tant que producteur.

## Musique
La chanson titre a été à l'origine écrite en 1976 pour le groupe australien AC/DC, par Alexander Young (sous le pseudonyme de George Alexander),,.

« Nous avons eu vent de ce morceau, explique Hoffmann, par le biais de notre éditeur à Hambourg. Elle a été écrite par Alex Young, un des frères de Malcolm et Angus de AC/DC. Ils n'ont jamais sorti la chanson mais nous avions une cassette démo avec Bon Scott au chant. J'aimerais remettre la main sur cette cassette, mais je crains de l'avoir égarée après toutes ces années. »

Ils réaliseront leur premier clip pour cette chanson. Weitzmann et Picart estiment que cet album fait ressortir d'incontestables progrès,. Comme le remarque ce dernier : 

« Les compositions y sont plus denses, plus acharnées. On retrouve dans Accept ce concentré de fureur qui fit l'excellence des meilleurs albums d'AC/DC. La voix d'Udo s'exprime cette fois à plein et les passes d'armes de Wolf et Jörg montrent davantage de brio, de fièvre et de mise au point. La personnalité musicale du groupe commence à se dessiner, et s'oriente vers un heavy rock au martèlement régulier, tenacement scandé[...]. Quelques recréations plus mélodiques signalent toutefois, à l'instar de "China Lady", que l'on se situe dans la patrie des Scorpions. »

Ce sera leur premier disque à franchir les frontières allemandes et sera distribué en Grande-Bretagne et aux États-Unis. Leur champ d'activité s'élargit, le groupe aura l'occasion de jouer notamment en Hollande et en Belgique. Picart observe toutefois que "malgré la qualité de son second album, le groupe continuait à végéter". Rétrospectivement, le groupe reste peu satisfait de ces deux disques. Wolf Hoffmann remarquait :

« Le deuxième album était plus professionnel. Cependant pour nous il représente un temps mort dans notre évolution et un pas pris dans la mauvaise direction. »

## Titres
1. "I'm a Rebel" (George Alexander) 3:57
2. "Save Us" (Dirkschneider, Baltes, Hoffmann, Fischer, Kaufmann) 4:33
3. "No Time to Lose" (Dirkschneider, Baltes, Hoffmann, Fischer, Kaufmann, Steffens) 4:35
4. "Thunder and Lightning" (Dirkschneider, Baltes, Hoffmann, Fischer, Kaufmann) 4:01
5. "China Lady" (Dirkschneider, Baltes, Hoffmann, Fischer, Kaufmann, Steffens) 3:56
6. "I Wanna Be No Hero" (Dirkschneider, Baltes, Hoffmann, Fischer, Kaufmann, Steffens) 4:00
7. "The King" (Dirkschneider, Baltes, Hoffmann, Fischer, Kaufmann, Steffens) 4:10
8. "Do It" (Dirkschneider, Baltes, Hoffmann, Fischer, Kaufmann) 4:11

## Formation
- Udo Dirkschneider : chant
- Wolf Hoffmann : Guitares
- Jörg Fischer : Guitares
- Peter Baltes : Basse & chant
- Stefan Kaufmann : batterie